# Dasyskenea
Dasyskenea is een geslacht van weekdieren uit de klasse van de Gastropoda (slakken).

## Soort
- Dasyskenea suavis Fasulo & Cretella, 2003